# Philomena
Pour plus de détails, voir Fiche technique et Distribution.
Philomena est un drame britannico-américano-français produit, coécrit et interprété par Steve Coogan et réalisé par Stephen Frears, sorti en 2013.
Le film est adapté de l'histoire vraie de Philomena Lee (en) et de son fils Michael A. Hess, rapportée par le journaliste britannique Martin Sixsmith dans son livre The Lost Child of Philomena Lee.
Le film suit Philomena, une Irlandaise ayant accouché adolescente dans un couvent, et qui n'a aucune nouvelle de son fils, adopté contre son gré. Le jour des 50 ans de la naissance de son fils, en 2002, elle en parle pour la première fois à la fille qu'elle a eue plus tard. À la suite de cela, elle part avec le journaliste Martin Sixsmith à la recherche de son fils.

## Synopsis
Le journaliste Martin Sixsmith vient de perdre son emploi de conseiller du gouvernement travailliste de Tony Blair et ne sait pas s'il va accepter un autre emploi de journaliste ou écrire un livre sur l'histoire de la Russie. Pendant ce temps, Philomena Lee confie à sa fille que, 50 ans auparavant, elle avait accouché d'un garçon en Irlande mais que, n'étant pas mariée, elle avait été forcée de le faire adopter. Peu de temps après, Martin rencontre la fille de Philomena au cours d'une réception où un traiteur l'a employée. Bien qu'il méprise au départ les historiettes, il accepte l'enquête que lui confie sa rédactrice en chef qui y tient. Pour cela, il rencontre Philomena, et tous deux partent à la recherche du fils perdu.
Après avoir accouché d'Anthony, en 1952, à l'Abbaye de Sean Ross (en) à Roscrea, dépendant de la congrégation des Sœurs des Sacrés-Cœurs de Jésus et de Marie, Philomena, jeune « fille mère », est forcée de renoncer à ses droits sur lui, bien qu'elle s'en soit toujours occupée tout en travaillant dur à la blanchisserie du couvent. Sa meilleure amie a une fille, Mary, qui s'entend très bien avec Anthony. Au bout de trois ans, un couple vient à Roscrea pour adopter Mary mais emmène aussi Anthony, qui en est inséparable.
Martin et Philomena commencent leur enquête au couvent de Roscrea, où les religieuses les accueillent poliment mais affirment tout ignorer car, à la suite d'un incendie, les archives ont été détruites. Le barman du pub local, quant à lui, déclare à Martin avoir entendu des rumeurs sur la destruction délibérée des archives et l'adoption contre paiement des enfants, notamment par de riches Américains, comme Jane Russell.
Journaliste et conseiller politique, Martin a séjourné aux États-Unis, où il a conservé de nombreux contacts qui seront utiles. Il part donc avec Philomena pour Washington et découvre que le petit Anthony a été adopté par Doc et Marge Hess, sous le nom de Michael A. Hess.
Devenu adulte, Michael, alias Anthony, est devenu haut fonctionnaire dans l'administration Reagan. Homosexuel, il a une relation discrète avec Peter Olsson et meurt du SIDA en 1995.
Martin informe Philomena de ce qu'il vient de découvrir et tous deux cherchent des personnes qui ont connu Anthony. Ils se rendent tout d'abord chez Mary, qui avait été adoptée avec Michael, qui leur dit que, alors que leur mère adoptive a été aimante, en revanche ni son père ni ses frères n'ont manifesté d'affection envers lui. Mary leur donne ensuite les coordonnées du compagnon de son frère adoptif, mais ne leur dit pas ce que Philomena veut vraiment savoir : Anthony (Michael) a-t-il essayé de retrouver sa génitrice ?
Après avoir refusé de rencontrer Martin, l'ex-compagnon de Michael accepte de parler à Philomena. Il déclare que Michael a toujours cherché à connaître sa mère biologique et s'est en particulier rendu au couvent de Roscrea, où les religieuses ont affirmé avoir perdu tout contact avec Philomena. La dernière volonté de Michael a été d'être enterré dans le cimetière du couvent, dans l'espoir que sa mère puisse un jour trouver le message gravé sur sa pierre tombale.
L'histoire se termine où elle avait commencé : à savoir à Roscrea, où Martin affronte sœur Hildegarde qui était présente quand Anthony a été emmené. Elle n'exprime aucun regret et, au contraire, clame que la perte de son fils est la punition que Philomena mérite pour son péché. Philomena, qui pardonne à sœur Hildegarde, trouve la tombe de son fils Anthony, alias Michael, et en lit l'inscription. Martin Sixsmith, lui, n'accepte pas le pardon de Philomena qui a, elle, grandi dans l'endoctrinement religieux du couvent.

## Fiche technique
- Titre original : Philomena
- Réalisation : Stephen Frears
- Scénario : Steve Coogan et Jeff Pope, d'après The Lost Child of Philomena Lee de Martin Sixsmith
- Musique : Alexandre Desplat
- Direction artistique : Alan MacDonald
- Décors : Sarah Stuart
- Costumes : Consolata Boyle
- Montage : Valerio Bonelli
- Photographie : Robbie Ryan
- Son : Oliver Tarney
- Production : Steve Coogan, Tracey Seaward et Gabrielle Tana
- Sociétés de production : BBC Films, Baby Cow Productions, British Film Institute, Magnolia Mae Films et Pathé
- Sociétés de distribution :  The Weinstein Company /  Pathé
- Pays de production :  Royaume-Uni,  États-Unis,  France
- Langue originale : anglais
- Format : couleur - 35 mm - 2,35:1 - son Dolby numérique
- Genre : drame
- Durée : 98 minutes
- Dates de sortie :
  - Royaume-Uni : 1er novembre 2013
  - France : 8 janvier 2014

## Distribution
- Judi Dench (V. F. : Évelyn Séléna ; V. Q. : Élizabeth Chouvalidzé) : Philomena Lee (en)
- Steve Coogan (V. F. : Patrick Mancini ; V. Q. : Marc-André Bélanger) : Martin Sixsmith
- Simone Lahbib (V. F. : Marie-Madeleine Burguet-Le Doze) : Kate Sixsmith
- Elliot Levey (en) (V. F. : Vincent de Bouard) : Alex
- Mare Winningham (V. F. : Marie-Laure Beneston) : Mary
- Amy McAllister (en) (V. F. : Zina Khakhoulia) : sœur Anunciata
- Michelle Fairley (V. F. : Christiane Jean ; V. Q. : Anne Bédard) : Sally Mitchell
- Anna Maxwell Martin (V. F. : Céline Mauge ; V. Q. : Pascale Montreuil) : Jane
- Barbara Jefford (V. F. : Yvette Petit) : Sœur Hildegarde
- Peter Hermann (V. F. : Jérémie Covillault) : Pete Olsson
- Sophie Kennedy Clark (V. Q. : Catherine Brunet) : Philomena, jeune
- Sean Mahon (en) : Michael A. Hess
- Charlie Murphy : Kathleen

Source et légende : version française (V. F.) sur RS Doublage et selon la bande annonce ; version québécoise (V. Q.) sur Doublage Québec

## Tournage
Le tournage s'est déroulé du 29 octobre 2012 au 7 janvier 2013 dans les lieux suivants  :
- En Irlande (Rostrevor (en) et Killyleagh)
- Au Royaume-Uni, notamment à Londres
- Aux États-Unis dans l'État du Maryland

## Distinctions

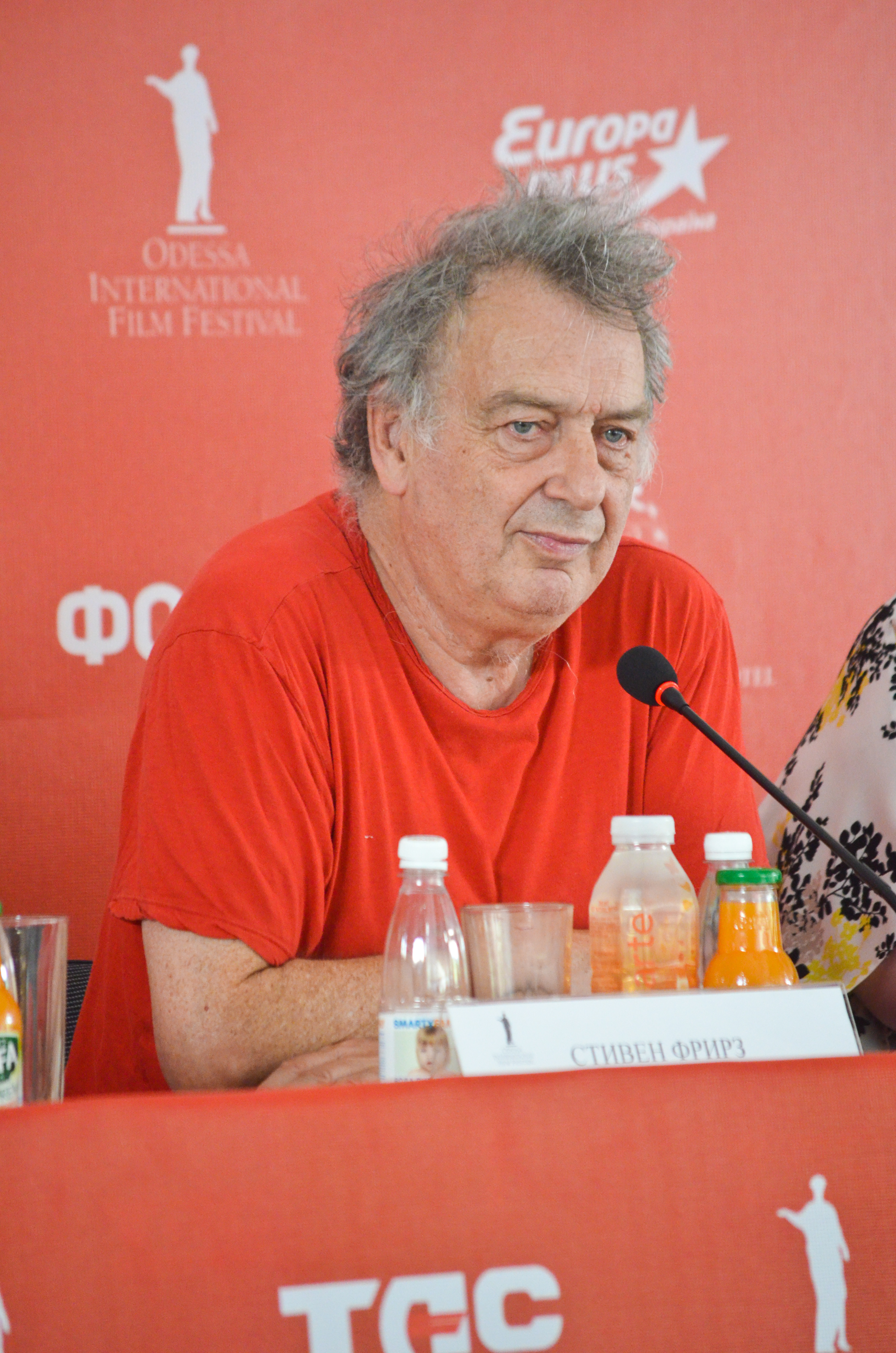
Le réalisateur Stephen Frears au Odessa International Film Festival 2014.

### Récompenses
- Mostra de Venise 2013 :
  - Prix du meilleur scénario pour Jeff Pope et Steve Coogan
  - Queer Lion
- Festival international du film des Hamptons 2013 : Audience Award du meilleur film
- Women Film Critics Circle Awards 2013 : meilleur film à propos des femmes et meilleure actrice pour Judi Dench
- British Academy Film Awards 2014 : meilleur scénario adapté pour Steve Coogan et Jeff Pope
- London Film Critics Circle Awards 2014 : actrice britannique de l'année pour Judi Dench
- Satellite Awards 2014 : meilleur scénario adapté pour Steve Coogan et Jeff Pope
- Irish Film and Television Awards 2014 : meilleur film international, meilleure actrice internationale
- David di Donatello 2014 : meilleur film de l'Union européenne

### Nominations et sélections
- AFI Fest 2013
- Festival du film de Londres 2013 : American Express Gala
- Festival international du film de Toronto 2013 : sélection « Special Presentations »
- British Independent Film Awards 2013 :
  - Meilleur film
  - Meilleur acteur pour Steve Coogan
  - Meilleure actrice pour Judi Dench
  - Meilleur scénario pour Steve Coogan et Jeff Pope
- Washington D.C. Area Film Critics Association Awards 2013 :
  - Meilleure actrice pour Judi Dench
  - The Joe Barber Award for Best Portrayal of Washington D.C.
- British Academy Film Awards 2014 :
  - Meilleur film
  - Meilleur film britannique
  - Meilleure actrice pour Judi Dench
- Critics' Choice Movie Awards 2014 :
  - Meilleure actrice pour Judi Dench
  - Meilleur scénario adapté pour Steve Coogan et Jeff Pope
- Golden Globes 2014 :
  - Meilleur film dramatique
  - Meilleure actrice dans un film dramatique pour Judi Dench
  - Meilleur scénario pour Jeff Pope et Steve Coogan
- Oscars du cinéma 2014 :
  - Meilleur film pour les producteurs Gabrielle Tana, Steve Coogan et Tracey Seaward
  - Meilleure actrice pour Judi Dench
  - Meilleur scénario adapté pour Jeff Pope et Steve Coogan
  - Meilleure musique de film pour Alexandre Desplat
- Satellite Awards 2014 :
  - Meilleur film
  - Meilleure actrice pour Judi Dench
  - Meilleure musique de film pour Alexandre Desplat
- Screen Actors Guild Awards 2014 : meilleure actrice pour Judi Dench

### Revue de presse
- Jean-François Julliard, « Philomena (Lorsque l'enfant disparaît...) », Le Canard enchaîné, Paris, 8 janvier 2014, p. 6,  (ISSN 0008-5405)